# سیمونه روزالبا

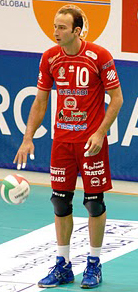
سیمونه روزالبا در سال ۲۰۱۰

سیمونه روزالبا (به ایتالیایی: Simone Rosalba) (زاده ۳۱ ژانویه ۱۹۷۶) بازیکن سابق تیم ملی والیبال ایتالیا است.